# Sali Muller
Sali Muller (* 1981 in Luxemburg) ist eine Konzeptkünstlerin.
2006 absolvierte sie ihren Master in Visual Arts an der Université Strasbourg-II. Ihre Werke wurden weltweit in zahlreichen Einzelausstellungen in Galerien und Museen gezeigt.

## Ausstellungen  (Auswahl)

### Einzelausstellungen
- 2019: Das Zeitfenster, CeCiL’s Box, Cercle Cité, Luxemburg, Luxemburg
- 2020: Here and there I Ici et là, Centre d’Art Dominique Lang, Luxemburg
- 2021: Wenn die Sterne vom Himmel fallen, Annexe22, Esch

### Gruppenausstellungen
- 2013: 7e Biennale d’Art Contemporain, Strassen, Luxemburg
- 2016: Error X, Ostrale Biennale, Int. Ausstellung Zeitgenössischer Künste, Dresden, Deutschland
- 2016: Encoding the Urban, Regionale 17, Kunsthaus Baselland, Basel, Schweiz
- 2017: Museum of Vanities, IKOB Museum of Contemporary Art, Eupen, Belgien
- 2018: Ein gemachter Mensch – künstl. Fragen an Identitäten, Kallmann-Museum, München, Deutschland
- 2018: Premio Lissone, MAC Museo d’Arte Contemporanea, Lissone, Italien
- 2019: 4/10, IKOB Museum of Contemporary Art, Eupen, Belgien
- 2020: Goldstücke, Kunstmuseum Gelsenkirchen, Gelsenkirchen, Deutschland
- 2020: Add-on, Künstlerhaus Dortmund, Dortmund, Deutschland
- 2020: NAK Benefiz Auktion, NAK Neuer Aachener Kunstverein, Aachen, Deutschland
- 2021: Wavelength: At the moment, Times Art Museum, Peking, China
- 2021: Soft Agitators, Saarländische Galerie, Berlin, Deutschland
- 2021: Prix d’Art Robert Schuman, Künstlerhaus Saarbrücken, Saarbrücken, Deutschland
- 2021: Bienvenue à la Villa!, Villa Vauban, Luxemburg, Luxemburg
- 2021: Regionale 22, Kunst Raum Riehen, Basel-Stadt, Schweiz
- 2021: Atemwende, Ostrale Biennale, Biennale für zeitgenössische Kunst, Dresden, Deutschland[1]
- 2021: Collezione (in) particolare, MAC Museo d’Arte Contemporanea, Lissone, Italien[2]
- 2021: At the moment, Chengdu Times Art Museum, Chengdu, China
- 2022: Reflections / Spiegelwelten, MKK Museum für Konkrete Kunst, Ingolstadt, Deutschland[3]
- 2022: Spieglein, Spieglein..., Kunstmuseum Heidenheim, Heidenheim, Deutschland[4]
- 2022: At the moment, Times Art Museum, Chongqing, China
- 2023: Interface, Grand Palais, Lille, Frankreich

## Preise
- 2013: Prix Jeune Artiste, 7e Biennale d’Art Contemporain, Luxemburg
- 2015: Incubarte Award, 7 International Art Festival, Valencia, Spanien
- 2020: Reclaim Award, Köln, Deutschland